# Acanthogorgia verrilli
Acanthogorgia verrilli är en korallart som beskrevs av Studer 1901. Acanthogorgia verrilli ingår i släktet Acanthogorgia och familjen Acanthogorgiidae. Inga underarter finns listade i Catalogue of Life.